# Sommer-Paralympics 2012/Segeln
Bei den Sommer-Paralympics 2012 in London wurden im Segeln in drei Wettbewerben Medaillen vergeben. Die Entscheidungen fielen vom 1. bis 6. September 2012 in der Weymouth and Portland National Sailing Academy.

## Klassen
Bei den paralympischen Segelwettbewerben wurde nur in Klassen unterschieden, um die Ausgeglichenheit des Teams zu gewähren. So wurden die Athleten nach dem Behinderungsgrad mit bis zu sieben Punkten, wobei sieben Punkte für die wenig behinderten Sportler vergeben wurde, eingestuft. Die Klassifizierung war je nach Disziplin unterschiedlich.
| Wettkampf          | Boot    | Klassifizierung |
| ------------------ | ------- | --- |
| Ein-Mann-Kielboot  | 2.4mR   | Alle Segler müssen eine Minimalbehinderung oder eine stärkere Beeinträchtigung haben, wie es die Statuten der FCS 2008-12 vorsehen.                                  |
| Zwei-Mann-Kielboot | SKUD 18 | Das Paar sollte aus mindestens einer Frau bestehen, außerdem sollte einer der Segler eine Klassifizierung von maximal 1–2 Punkten (schwerer Behinderungsgrad) haben. |
| Drei-Mann-Kielboot | Sonar   | Drei Segler durften nicht die Gesamtpunktzahl von 14 Punkten überschreiten.                                                                                          |

## Ergebnisse
Es nahmen insgesamt 80 Athleten an den paralympischen Segelwettkämpfen teil. Frauen und Männer starteten gemischt in den drei Fahrten.

### Ein-Mann-Kielboot (2.4mR)
Auf ein elftes Rennen wurde verzichtet. Die Platzierung entsprach der Punktzahl, die die Segler für ein Rennen bekamen. Die beiden schlechtesten Platzierungen wurden gestrichen, die restlichen addiert, sodass der Endwert entstand.
| Rang | Athlet                | Rennen | Rennen   | Rennen | Rennen | Rennen | Rennen   | Rennen | Rennen   | Rennen | Rennen   | Rennen      |      | Punkte | Punkte |
| Rang | Athlet                | 1      | 2        | 3      | 4      | 5      | 6        | 7      | 8        | 9      | 10       | 11 abgesagt | ges. | gew.   |        |
| ---- | --------------------- | ------ | -------- | ------ | ------ | ------ | -------- | ------ | -------- | ------ | -------- | ----------- | ---- | ------ | ------ |
| 1    | Helena Lucas          | 2      | 1        | 3      | (11)   | 1      | 1        | 1      | 4        | 8      | 5        |             | 37   | 26     |        |
| 2    | Heiko Kroeger         | 4      | 3        | 5      | 1      | 4      | (11)     | 6      | 1        | 10     | 1        |             | 46   | 35     |        |
| 3    | Thierry Schmitter     | 5      | 2        | 1      | 6      | 6      | (9)      | 4      | 6        | 1      | 6        |             | 46   | 37     |        |
| 4    | Damien Seguin         | 1      | (17) DSQ | 4      | 4      | 10     | 2        | 13     | 5        | 3      | 2        | 61          |      | 44     |        |
| 5    | Paul Tingley          | 6      | 7        | 2      | (10)   | 9      | 6        | 2      | 2        | 6      | 4        |             | 57   | 47     |        |
| 6    | Mark LeBlanc          | 3      | 8        | 7      | 5      | 13     | (17) OCS | 3      | 3        | 2      | 8        |             | 69   | 52     |        |
| 7    | Matthew Bugg          | (8)    | 4        | 6      | 8      | 7      | 5        | 7      | 7        | 7      | (17) DNS |             | 73   | 56     |        |
| 8    | Bjørnar Erikstad      | 7      | 6        | 10     | 15     | 3      | (17) OCS | 8      | 8        | 7      | 3        |             | 84   | 67     |        |
| 9    | Julio Reguero         | 9      | 9        | 8      | 2      | 11     | 8        | 5      | (13)     | 11     | 7        |             | 83   | 70     |        |
| 10   | Fabrizio Olmi         | 10     | 5        | (15)   | 7      | 12     | 4        | 15     | 9        | 6      | 10       |             | 93   | 78     |        |
| 11   | Jens Als Andersen     | 13     | (14)     | 9      | 14     | 2      | 10       | 9      | 14       | 5      | 21       |             | 101  | 87     |        |
| 12   | Niko Salomaa          | 11     | (13)     | 11     | 3      | 5      | 7        | 12     | 10       | 16     | (17) DNF |             | 105  | 88     |        |
| 13   | Paul Francis          | 14     | 10       | 14     | 12     | (16)   | 3        | 11     | 12       | 14     | 9        |             | 115  | 99     |        |
| 14   | George Delikouras     | (15)   | 11       | 12     | 9      | 8      | (17) DSQ | 10     | 11       | 13     | 14       |             | 120  | 103    |        |
| 15   | Juan Fernandez Ocampo | 12     | 12       | 13     | 13     | 14     | (17) OCS | 14     | 15       | 15     | 12       |             | 137  | 120    |        |
| 16   | Francisco Llobet      | (16)   | 15       | 16     | 16     | 15     | 12       | 16     | (17) OCS | 12     | 13       |             | 148  | 131    |        |

ges.=gesamt, ohne Streichresultate
gew.=gewertet, mit Streichresultaten

### Zwei-Mann-Kielboot (SKUD 18)
| Rang | Nation (Skipper zuerst)                              | Rennen | Rennen | Rennen | Rennen | Rennen   | Rennen | Rennen | Rennen | Rennen | Rennen | Rennen |      | Punkte | Punkte |
| Rang | Nation (Skipper zuerst)                              | 1      | 2      | 3      | 4      | 5        | 6      | 7      | 8      | 9      | 10     | 11     | Ges. | Gew.   |        |
| ---- | ---------------------------------------------------- | ------ | ------ | ------ | ------ | -------- | ------ | ------ | ------ | ------ | ------ | ------ | ---- | ------ | ------ |
| 1    | Dan Fitzgibbon und Liesl Tesch                       | 1      | 2      | 2      | (3)    | 2        | 1      | 2      | 1      | 1      | 2      |        | 17   | 14     |        |
| 2    | Jean-Paul Creignou und Jennifer French               | 3      | (5)    | 1      | 1      | 3        | 2      | 1      | 4      | 2      | 3      |        | 25   | 20     |        |
| 3    | Alexandra Rickham und Niki Birrell                   | 2      | 1      | (4)    | 2      | 1        | 3      | 4      | 2      | 3      | 5      |        | 27   | 22     |        |
| 4    | John McRoberts und Stacie Louttit                    | 4      | 3      | 3      | 4      | (12) OCS | 4      | 3      | 3      | 6      | 4      |        | 46   | 34     |        |
| 5    | Marco Gualandris und Marta Zanetti                   | 5      | 6 DPI  | 6      | 6      | 6        | (9)    | 6      | 5      | 5      | 1      |        | 55   | 46     |        |
| 6    | Hagar Zehavi und Shimon Ben Yakov                    | 6      | 7      | 7      | 5      | (12) OCS | 6      | 5      | 8      | 4      | 6      |        | 74   | 64     |        |
| 7    | Kok Liang Desiree Lim und Wei Qiang Jovin Tan        | 8      | 6      | 8      | (10)   | 5        | 7      | 7      | 6      | 8      | 9      |        | 78   | 68     |        |
| 8    | Carolina Lopez Rodriguez und Fernando Alvarez        | 7      | (10)   | 9      | 8      | 7        | 8      | 8      | 7      | 7      | 7      |        | 84   | 73     |        |
| 9    | Al Mustakim Matrin und Nurul Amilin Balawi           | 10     | 8      | (11)   | 9      | 4        | 5      | 9      | 9      | 11     | 8      |        | 78   | 68     |        |
| 10   | Jan Freda Apel und Tim Dempsey                       | 9      | 9      | 5      | 7      | 8        | (11)   | 10     | 10     | 9      | 10     |        | 88   | 77     |        |
| 11   | Bruno Landgraf das Neves und Elaine Pedroso da Cunha | 11     | 11     | 10     | 11     | (12) OCS | 10     | 11     | 11     | 10     | 11     |        | 108  | 96     |        |

ges.=gesamt, ohne Streichresultate
gew.=gewertet, mit Streichresultaten

### Drei-Mann-Kielboot (Sonar)
| Rang | Nation (Skipper zuerst)                                         | Rennen | Rennen | Rennen   | Rennen   | Rennen | Rennen | Rennen | Rennen | Rennen | Rennen | Rennen      |      | Punkte | Punkte |
| Rang | Nation (Skipper zuerst)                                         | 1      | 2      | 3        | 4        | 5      | 6      | 7      | 8      | 9      | 10     | 11 abgesagt | ges. | gew.   |        |
| ---- | --------------------------------------------------------------- | ------ | ------ | -------- | -------- | ------ | ------ | ------ | ------ | ------ | ------ | ----------- | ---- | ------ | ------ |
| 1    | Mischa Rossen, Marcel van de Veen und Udo Hessels               | (8)    | 2      | 2        | 1        | 1      | 3      | 3      | 2      | 1      | 5      |             | 28   | 20     |        |
| 2    | Jens Kroker, Robert Prem und Siegmund Mainka                    | 6      | 1      | 6        | 8        | 6      | 4      | 1      | (9)    | 5      | 4      |             | 49   | 40     |        |
| 3    | Aleksander Wang-Hansen, Marie Solberg und Per Eugen Kristiansen | (10)   | 4      | 5        | 4        | 5      | 1      | 8      | 1      | 8      | 1      |             | 61   | 37     |        |
| 4    | Bruno Jourdren, Eric Flageul und Nicolas Vimont Vicary          | 2      | 5      | 1        | (15) DSQ | 11     | 2      | 10     | 7      | 2      | 3      |             | 57   | 42     |        |
| 5    | John Robertson, Hannah Stodel und Stephen Thomas                | 4      | 8      | 4        | 5        | 4      | (13)   | 10 DPI | 7      | 2      | 3      |             | 58   | 45     |        |
| 6    | Colin Harrison, Jonathan Harris und Stephen Churm               | 1      | 3      | (15) DSQ | 2        | 8      | 9      | 7      | 3      | 6      | 9      |             | 62   | 47     |        |
| 7    | Brad Johnson, Paul Callahan und Thomas Brown                    | 3      | 6      | 8        | 3        | 2      | 8      | 5      | 10     | 3      | (13)   |             | 30   | 22     |        |
| 8    | Argiris Notaroglou, Thodoris Alexas und Vasilis Christoforou    | (12)   | 10     | 9        | 6        | 3      | 6      | 11     | 5      | 9      | 8      |             | 79   | 67     |        |
| 9    | Arnon Efrati, Benni Vexler und Dror Cohen                       | 9      | (13)   | 3        | 9        | 13     | 11     | 4      | 6      | 7      | 7      |             | 81   | 68     |        |
| 10   | Bruce Millar, Logan Campbell und Scott Lutes                    | 5      | 9      | 10       | 7        | 6      | 7      | 7      | 8      | (12)   | 11     |             | 81   | 68     |        |
| 11   | Anthony Hegarty, Ian Costelloe und John Twomey                  | 11     | 7      | 7        | 10       | 10     | 10     | 2      | (13)   | 10     | 10     |             | 89   | 76     |        |
| 12   | Antonio Squizzato, Massimo Dighe und Paola Protopapa            | 7      | 11     | (12)     | 11       | 12     | 5      | 12     | 12     | 11     | 6      |             | 98   | 86     |        |
| 13   | Edmund Rath, Kurt Badstöber und Sven Reiger                     | 13     | 12     | 11       | 12       | 9      | (14)   | 13     | 11     | 13     | 12     |             | 119  | 105    |        |
| 14   | Katsuya Nishiyama, Shinya Yamamoto und Tsuneo Aso               | (14)   | 14     | 13       | 13       | 14     | 12     | 14     | 14     | 14     | 14     |             | 135  | 121    |        |

## Medaillenspiegel Segeln
| Medaillenspiegel Segeln | Medaillenspiegel Segeln | Medaillenspiegel Segeln | Medaillenspiegel Segeln | Medaillenspiegel Segeln | Medaillenspiegel Segeln |
| Platz                   | Land                    | G                       | S                       | B                       | Gesamt                  |
| ----------------------- | ----------------------- | ----------------------- | ----------------------- | ----------------------- | ----------------------- |
| 01                      | Großbritannien          | 1                       | –                       | 1                       | 2                       |
| 01                      | Niederlande             | 1                       | –                       | 1                       | 2                       |
| 03                      | Australien              | 1                       | –                       | –                       | 1                       |
| 04                      | Deutschland             | –                       | 2                       | –                       | 2                       |
| 05                      | Vereinigte Staaten      | –                       | 1                       | –                       | 1                       |
| 06                      | Norwegen                | –                       | –                       | 1                       | 1                       |